# Compas forestier

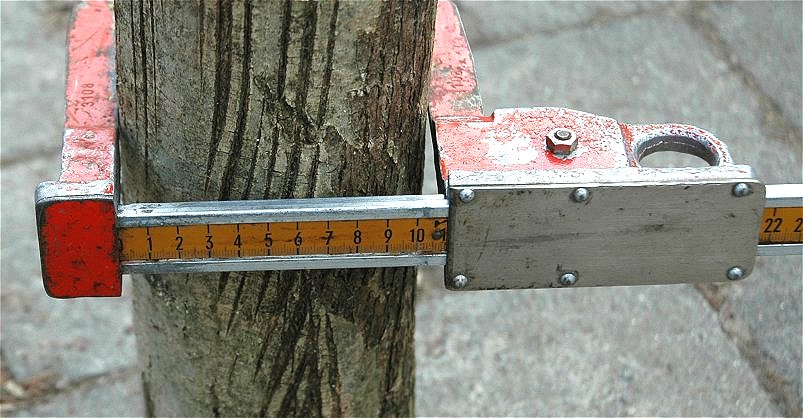
Compas forestier classique.

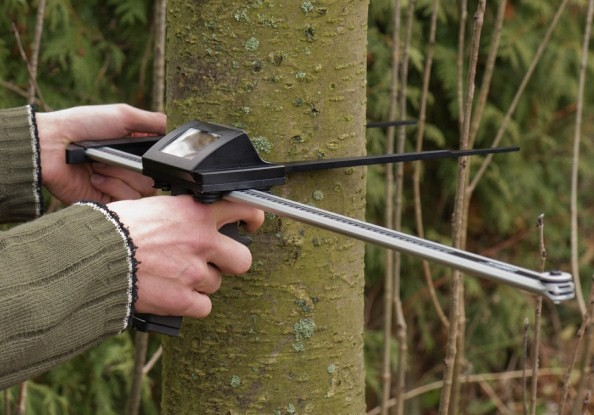
Compas forestier électronique.

Un compas forestier est un type de pied à coulisse utilisé pour mesurer le diamètre à hauteur de poitrine du tronc d'un arbre. Il existe des modèles classiques (mécaniques) et des modèles électroniques. 

## Présentation
Le compas forestier est l'instrument de base du sylviculteur. Il est composé de deux bras parallèles (l'un fixe, l autre coulissant) et d'une règle graduée en cm et mm de diamètre, ou directement en classes de diamètre (compas compensé). Il peut être assorti d'un compteur électronique. Il est utilisé pour la récolte de données lors des opérations d'inventaire et de martelage forestier. Il est associé au dendromètre qui permet de déterminer la hauteur d'un tronc, pour estimer le volume des arbres sur pied et, par extrapolation statistique, le volume de bois d'une parcelle ou d'une forêt.
Le professionnel comme l'amateur peut ainsi savoir si l'arbre mesuré appartient à la catégorie des petits bois, des bois moyens ou des gros bois et ainsi connaitre l'état du peuplement forestier d'une zone déterminée.
Lourd et encombrant, le compas est plus difficile à manier et plus cher à l'achat que le ruban forestier dont le sylviculteur peut aussi avoir recours dans les pays tempérés. Dans les inventaires en forêts tropicales, la diamètre des fûts, la présence de contreforts et de racines aériennes développées, rendent l'emploi de ce compas difficile. L'utilisation d'un mètre ruban qui mesure la circonférence du tronc lui est préféré.
D'autres appareils dendrométriques permettent de mesurer le diamètre des fûts d'arbres sur pied à des hauteurs quelconques, tel le compas parabolique finlandais, le compas pentaprisme de Wheeler, appareil mis au point en 1962 par un chercheur forestier américain P.R. Wheeler (station de recherches forestières du Sud à la Nouvelle-Orléans).